# Catedrala Adormirea Maicii Domnului din Vladimir
Catedrala Adormirea Maicii Domnului din Vladimir este un monument istoric și de arhitectură din Rusia.